# Campanula primulifolia
Campanula primulifolia är en klockväxtart som beskrevs av Felix de Silva Avellar Brotero. Campanula primulifolia ingår i släktet blåklockor, och familjen klockväxter. Inga underarter finns listade i Catalogue of Life.

## Bildgalleri

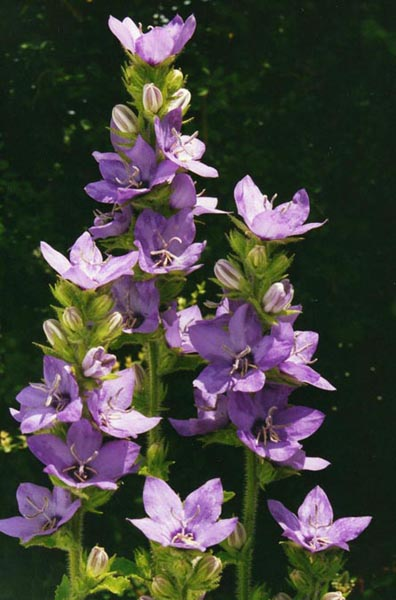